# Крулевщинский сельсовет
Крулевщинский сельсовет — административная единица на территории Докшицкого района Витебской области Республики Беларусь.

## Состав
Крулевщинский сельсовет включает 19 населённых пунктов:
- Василевщина — деревня.
- Веретеи — деревня.
- Володьки — деревня.
- Двор-Порплище — деревня.
- Желюбчики — деревня.
- Клепицы — деревня.
- Козлы — деревня.
- Крулевщина — агрогородок.
- Липовки — деревня.
- Литовцы — деревня.
- Моложане — деревня.
- Новая Веска — деревня.
- Петушки — деревня.
- Побединщина — деревня.
- Рамжино-1 — деревня.
- Рамжино-2 — деревня.
- Саборы — деревня.
- Скудути — деревня.
- Слобода — деревня.

Упразднённые населенные пункты на территории сельсовета:
- Пузаны — деревня.
- Демиденки — деревня[2].